# Agiochóri (ort i Grekland, Mellersta Makedonien)
Agiochóri (Agiochori) är en ort i Grekland.   Den ligger i prefekturen Nomós Serrón och regionen Mellersta Makedonien, i den nordöstra delen av landet, 300 km norr om huvudstaden Aten. Agiochóri ligger 205 meter över havet och antalet invånare är 276.
Terrängen runt Agiochóri är varierad.Runt Agiochóri är det ganska tätbefolkat, med 80 invånare per kvadratkilometer. Närmaste större samhälle är Dráma, 17,9 km öster om Agiochóri. Trakten runt Agiochóri består till största delen av jordbruksmark.